# 2025년 영국 지방 선거
2025년 영국 지방선거(영어: 2025 United Kingdom local elections)는 2025년 5월 1일 영국의 잉글랜드 내 24개 지방의회 1,641개 의석을 대상으로 실시된 지방선거이다. 잉글랜드의 14개 주의회와 8개 단일 자치구 의회의 전 의석이 이번 선거의 대상이 되었다. 또한 2024년 영국 총선 이후 처음으로 치러진 지방선거였으며, 대다수 의회는 2021년 지방선거 이래 첫 선거에 해당되었다.
지방의회 선거와 더불어 직선제가 도입된 지역에 한해 시장 선거도 치러졌으며 그레이터링컨셔 시장 선거와 헐 이스트요크셔 시장선거가 처음으로 치러졌다. 이와 함께 영국 의회의 공석 지역구로 남아있던 런콘 헬스비 재보궐선거도 5월 1일에 치러졌다. 추가로 실리 제도 의회 선거도 치러졌으며, 시티오브런던 법인 선거도 3월 19일과 20일 양일에 걸쳐 선거를 치렀다.
이번 지방선거는 극우 정당 개혁영국당이 압승을 거둔 선거로 평가되었다. 개혁영국당은 획득 의석수 1위를 차지하고 다수의 지방의회에서 제1당으로 부상하며 집권하였다. 현 여당인 노동당과 야당인 보수당은 유례없는 참패를 기록했다. 특히 노동당이 지방선거에서 4위의 성적을 거둔 것은 이번이 처음으로 기록되어, 키어 스타머 내각 출범 이래 첫번째 선거에서 타격이 될 것으로 전망됐다. 한편 자유민주당은 지방의회 3곳에서 집권하였으며, 지방선거로는 2회 연속 보수당보다 더 많은 의석수를 거두며 약진하였다.
이번 선거는 지방조직 개편이 이루어지는 지역이 많아 최대 1년까지 선거가 연기되는 지역도 존재하였다. 영국 정부는 지방의회 9곳이 조직개편을 위해 2025년에는 실시하지 않기로 결정되었으며, 지역정부 개편 및 신설에 따른 선거는 2026년에 실시된다고 밝혔다.

## 배경

### 노동당 정권 출범과 민심 악화
이번 선거는 2024년 7월 4일 영국 총선 이후 처음으로 치러지는 선거였다. 총선에서는 노동당이 압승을 거두며 집권에 성공하였으며, 지역정당이 우세하던 스코틀랜드와 웨일스에서 제1당에 등극하였다. 그러나 2024년 총선은 양대 정당인 노동당과 보수당의 합계득표율은 역대 최저치를 기록하는 대신 소수정당이 선전하는 모습을 보였다. 또한 소선거구제 특유의 승자독식 제도로 인해, 전후 영국에서 치러진 역대 총선에서 득표율과 실제 획득 의석수 간의 괴리가 가장 심한 선거로 기록되었다.
총선에서 압승을 거둔 키어 스타머는 영국 총리직에 올랐으나 보통투표제가 도입된 1830년 영국 총선 이래 다수당 정부로서는 가장 낮은 득표율을 기록한 정부로서 지지기반을 확보해야 하는 난제를 안겼다. 총선 후 노동당과 키어 스타머 총리는 2024년 연말까지 겨울 난방비 지원 중단과 노동당의 선물거래 의혹, 결정적으로 극우세력의 반이민 폭동의 확산으로 지지율이 폭락하는 위기를 겪었다. 스타머 정부가 사우스포트 흉기난동 사건에 잘못 대응했다는 국민들의 여론과 더불어 상속세 도입방안에 반대하는 농민들의 시위, 가자 지구 사태에 대한 이스라엘 정부 지지 등도 부정적 여론을 증폭시켰다. 이러한 논란은 2024년 11월 조기 총선을 요구하는 온라인 청원이 이틀 만에 2백만 명의 서명을 달성하는 것으로 절정에 달했다.

### 야당의 선전과 선거 제도 개편
2024년 11월 2일 보수당 대표 선거에서 리시 수낵의 후임으로 케미 베이드녹이 당대표로 당선되었다. 2024년 12월 베이드녹 대표는 인터뷰에서 국민들이 보수당을 신뢰하지 않고 성과를 내지 못했기 때문에 "쫓아냈다"고 평가하였으며, 본인이 특정 정책에 입장을 밝히지 않으면서 남기는 빈틈을 개혁영국당이 잠식해 간다는 세간의 평가를 일축하였다. 그러면서도 2025년 지방선거는 보수당에게 어려운 선거가 될 것이라고 인정하였다. 나이절 패라지가 이끄는 개혁 영국당은 2024년 총선에서 득표율 3위를 차지하였으며 처음으로 원내 진입에 성공하였다. 당시 여론조사에서도 노동당과 보수당의 지지율을 가져오며 좋은 성적에 기여했다는 평가가 있었다.
2024년 12월 16일 노동당 정부는 잉글랜드 분권법에 따른 백서를 발간하며 잉글랜드 지방정부의 조직개편 계획을 공시하였다. 이에 따라 2025년 5월 예정된 선거 가운데 조직개편을 거치는 지방정부는 최대 1년까지 선거를 연기할 수 있다. 잉글랜드의 각 주의회와 단일자치구 정부는 2025년 1월 10일까지 정부의 자치분권 계획에 우선 참여하고 정기선거를 취소하거나 연기할 것을 정부에 요청할 수 있게 하였다. 이에 따라 잉글랜드 내 21개 주의회 가운데 13곳이 정부에 선거를 연기하였다. 2025년 2월 5일 영국 정부는 9개 의회 (7개 주의회와 2개 단일자치구 정부)의 선거가 조직개편을 위해 2025년에 실시되지 않고, 개편과 신설을 거친 지방정부의 선거는 2026년에 실시된다고 공식 발표하였다.
이 선거는 2022년 선거법에 따라 치러진 세 번째 지방선거이다. 2022년 선거법은 유권자가 투표소에 갈 때 사진이 있는 신분증을 제시하도록 하는 유권자 확인제도를 처음 도입하였다. 이와 함께 직선 시장선거의 경우 보충투표제 대신 단순다수대표제를 도입하였다.

### 선거 운동
| 정당        | 의석                |
| ----------- | ------------------- |
| 영국 개혁당 | 1,624 / 1,641 (99%) |
| 보수당      | 1,595 / 1,641 (97%) |
| 노동당      | 1,536 / 1,641 (94%) |
| 자유민주당  | 1,395 / 1,641 (85%) |
| 녹색당      | 1,202 / 1,641 (73%) |

2025년 3월 17일 자유민주당 대표 에드 데이비가 그레이트미센든에서 당 선거운동을 개시하였다. 3월 20일에는 춘계 전당대회가 해러게이트에서 열렸다. 데이비 대표는 자유민주당이 보수당을 대신하여 '잉글랜드 중산층의 정당'이 되기를 바란다고 밝혔다.
2025년 3월 20일 보수당의 케미 베이드녹 대표가 버킹엄셔에서 열린 행사에서 선거운동을 공식 개시하였다. 베이드녹 대표는 선거운동 관계자들에게 극도의 어려움에 처할 수 있음을 경고하는 한편, 정책 면에서는 감세와 정부복지의 개선을 약속하였다. 또 보수당 의원들이 영국개혁당 의원들과의 연대 가능성을 제시하였으나, 영국개혁당의 패라지 대표는 이를 거절하였다.
영국 개혁당 대표 나이절 패라지는 3월 28일 아레나 버밍엄에서 열린 선거운동 출범식에 참석하였다. 이번 선거에서 영국개혁당은 잉글랜드 지방의회의 거의 전 의석과 시장선거 6곳에 후보를 냈다.
노동당의 키어 스타머 총리는 4월 3일 더비셔에서 선거운동 출범식에 참석하였으며, 잉글랜드 웨일스 녹색당의 칼라 데니어 대표는 4월 8일 워릭셔의 선거운동 출범식을 개최하였다.

## 여론조사

### 지지율
| 조사 기간 | 조사 기관 | 의뢰 기관 | 표본규모 | 지역 | 보수당               | 노동당         | 자민당    | 녹색당 | 개혁당 | 기타 |     |     |     |    |     |    |
| --------- | --------- | --------- | -------- | ---- | -------------------- | -------------- | --------- | ------ | ------ | ---- | --- | --- | --- | -- | --- | -- |
| 조사 기간 | 조사 기관 | 의뢰 기관 | 표본규모 | 지역 | 2025년 4월 17일~24일 | More In Common | Channel 4 | 977    | GB     | 기타 | 25% | 18% | 17% | 8% | 26% | 6% |

### 의석 전망
| 조사 기간           | 조사 기관          | 의뢰 기관           | 표본규모 | 지역 | 보수당 | 노동당 | 자민당 | 녹색당 | 개혁당 | 기타 |     |    |     |    |     |    |
| ------------------- | ------------------ | ------------------- | -------- | ---- | ------ | ------ | ------ | ------ | ------ | ---- | --- | -- | --- | -- | --- | -- |
| 조사 기간           | 조사 기관          | 의뢰 기관           | 표본규모 | 지역 | 결과   | 결과   | 결과   | 결과   | 결과   | 기타 | 317 | 99 | 370 | 80 | 677 | 94 |
| 2025년 3월 1일~10일 | Electoral Calculus | The Daily Telegraph | 5,421    | GB   | 548    | 252    | 270    | 27     | 474    | 77   |     |    |     |    |     |    |
| 2021년 5월 6일      | 2021년 지방 선거   | 2021년 지방 선거    | –        | –    | 974    | 307    | 230    | 38     | 0      | 101  |     |    |     |    |     |    |

보수당 의원이자 정치 여론조사 전문가인 로버트 헤이워드는 이번 지방 선거에서 보수당이 잃을 의석수는 475석~525석으로 전망된다고 밝혔다. 노동당의 전체 지방의원수는 큰 변화가 없을 것으로 예측하되, 노동당에게도 결과가 그리 긍정적이지 않을 것이라고 시사했다. 한편 영국개혁당에 대해서는 400석~450석을 얻을 것으로 전망했다. 특히 동커스터 의회에서는 노동당을 제치고 개혁당이 제1당에 등극할 수 있으며, 옥스퍼드셔 의회나 케임브리지셔 의회에서는 거의 모든 의석을 잃을 수 있다고 밝혔다.
선거 당일 투표 마감 직전 뉴 스테이츠먼은 브리튼 일렉츠 (Britain Elects)에 의뢰한 출구조사 결과를 발표하였는데, 보수당 483석, 노동당 334석, 자유민주당 314석, 개혁영국당 311석, 녹색당 56석, 기타 정당 109석으로 예상하였다.

## 결과
선거 결과 예상대로 개혁영국당이 가장 많은 의석을 얻고, 제1당으로 등극한 지방의회의 수도 최다인 것으로 드러났다. 집권여당인 노동당과 야당 보수당은 역대 최대의 의석수 감소를 겪게 되었다. 한편 자유민주당은 지방의회 몇 곳에서 제1당에 등극하며 약진하는 모습을 보였다.
| 정당 | 정당               | %   |
| ---- | ------------------ | --- |
|      | 개혁영국당         | 30% |
|      | 노동당             | 20% |
|      | 자유민주당         | 17% |
|      | 보수당             | 15% |
|      | 녹색당             | 11% |
|      | 무소속과 기타 정당 | 7%  |

### 전체 결과
아래 표는 이번 지방선거 결과에 따른 각 정당의 선거 전후 지방의회 의석수와 집권한 지방의회 수를 나타낸 표다.
| 정당 | 정당 | 지방의원 | 지방의원 | 지방의원 | 지방의회 | 지방의회 | 지방의회 | 지방의회 |
| 정당 | 정당 | 획득     | 총합     | 증감     | 획득     | 총합     | 증감     |          |
| ---- | --- | -------- | -------- | -------- | -------- | -------- | -------- | -------- |
|      | 노동당 | 99       | 6,132    | 186      | 0        | 107      | 1        |          |
|      | 보수당 | 317      | 4,358    | 676      | 0        | 33       | 16       |          |
|      | 자유민주당 | 370      | 3,179    | 163      | 3        | 40       | 3        |          |
|      | 녹색당 | 80       | 895      | 45       | 0        | 1        | 보합     |          |
|      | 개혁 영국당 | 677      | 805      | 677      | 10       | 10       | 10       |          |
|      | 스코틀랜드 국민당 | 빈칸     | 418      | 보합     | 빈칸     | 1        | 보합     |          |
|      | 웨일스당 colspan=1 data-sort-value="" style="background-color: var(--background-color-interactive, #ececec); color: var(--color-base, inherit); vertical-align: middle; text-align: center; " class="table-na" \| 빈칸 | 201      | 보합     | 빈칸     | 3        | 보합     |          |          |
|      | 무소속 | 94       | 2,602    | 23       | 0        | 11       | 보합     |          |
|      | 과반 정당 없음 | 빈칸     | 빈칸     | 빈칸     | 10       | 165      | 4        |          |
| 합계 | 합계 | 1,637    | 18,590   | —        | 23       | 371      | —        |          |

### 주의회 선거
잉글랜드에는 총 21개의 주의회가 설치되어 있으며, 4년 주기로 선거를 치르며 2025년에 선거를 실시하게 되었다. 그러나 7개 주의회 (노퍽, 서퍽, 에식스, 서리, 이스트서식스, 웨스트서식스, 햄프셔)는 지방정부 개편으로 선거를 취소하였다. 선거취소를 요청한 주의회는 총 16곳이지만, 7곳을 제외한 나머지 주의회 (더비셔, 데번, 글로스터셔, 켄트, 레스터셔, 링컨셔, 옥스퍼드셔, 워릭셔, 우스터셔)는 개편이 이루어지지 않으므로 예정대로 선거를 진행하였다.
| 의회         | 의석수 | 제1당 | 제1당                                  | 제1당 | 제1당          | 상세 |
| 의회         | 의석수 | 이전  | 이전                                   | 이후  | 이후           | 상세 |
| ------------ | ------ | ----- | -------------------------------------- | ----- | -------------- | ---- |
| 케임브리지셔 | 61석   |       | 과반 정당 없음 (자민-노동-무소속 연대) |       | 자유민주당     | 상세 |
| 더비셔       | 64석   |       | 보수당                                 |       | 개혁 영국당    | 상세 |
| 데번         | 60석   |       | 보수당                                 |       | 과반 정당 없음 | 상세 |
| 글로스터셔   | 55석   |       | 보수당                                 |       | 과반 정당 없음 | 상세 |
| 허트퍼드셔   | 78석   |       | 보수당                                 |       | 과반 정당 없음 | 상세 |
| 켄트         | 81석   |       | 보수당                                 |       | 개혁 영국당    | 상세 |
| 랭커셔       | 84석   |       | 보수당                                 |       | 개혁 영국당    | 상세 |
| 레스터셔     | 55석   |       | 보수당                                 |       | 과반 정당 없음 | 상세 |
| 링컨셔       | 70석   |       | 보수당                                 |       | 개혁 영국당    | 상세 |
| 노팅엄셔     | 66석   |       | 보수당                                 |       | 개혁 영국당    | 상세 |
| 옥스퍼드셔   | 69석   |       | 과반 정당 없음 (자민-노동-녹색 연대)   |       | 자유민주당     | 상세 |
| 스태퍼드셔   | 62석   |       | 보수당                                 |       | 개혁 영국당    | 상세 |
| 워릭셔       | 57석   |       | 보수당                                 |       | 과반 정당 없음 | 상세 |
| 우스터셔     | 57석   |       | 보수당                                 |       | 과반 정당 없음 | 상세 |

#### 광역자치구
| 의회     | 의석 | 제1당 | 제1당                                                  | 제1당       | 제1당 | 상세 |
| 의회     | 의석 | 이전  | 이전                                                   | 이후        | 이후  | 상세 |
| -------- | ---- | ----- | ------------------------------------------------------ | ----------- | ----- | ---- |
| 동커스터 | 55석 |       | 노동당 style="width:3px; background-color:#12B6CF;" \| | 개혁 영국당 | 상세  |      |

### 단일 자치구
잉글랜드에는 62개의 단일 자치구가 있으며, 이들은 개별단위 지방정부로서 주와 동급으로 취급된다. 이 가운데 10곳의 단일자치구가 4년 주기로 동시의회선거를 시행하고 있으며 2025년에 선거가 예정되어 있었다. 그러나 아일오브와이트와 서럭은 지방정부 개편으로 선거를 취소하였다. 이와 함께 지방정부 경계 개편으로 선출되는 의원수도 크게 줄어드게 되었는데, 버킹엄셔는 147명에서 97명으로, 더럼은 126명에서 98명으로, 웨스트노샘프턴셔는 93명에서 76명으로 감소하였다.
| 의회             | 의석 | 제1당 | 제1당                                                  | 제1당          | 제1당       | 상세 |
| 의회             | 의석 | 이전  | 이전                                                   | 이후           | 이후        | 상세 |
| ---------------- | ---- | ----- | ------------------------------------------------------ | -------------- | ----------- | ---- |
| 버킹엄셔         | 97석 |       | 보수당 style="width:3px; background-color:#000000;" \| | 과반 정당 없음 | 상세        |      |
| 콘월             | 87석 |       | 보수당 style="width:3px; background-color:#000000;" \| | 과반 정당 없음 | 상세        |      |
| 더럼주           | 98석 |       | 과반 정당 없음 (자민-보수-무소속-북동부당 연대)        |                | 개혁 영국당 | 상세 |
| 노스노샘프턴셔   | 68석 |       | 보수당 style="width:3px; background-color:#12B6CF;" \| | 개혁 영국당    | 상세        |      |
| 노섬벌랜드       | 69석 |       | 보수당 style="width:3px; background-color:#000000;" \| | 과반 정당 없음 | 상세        |      |
| 슈롭셔           | 74석 |       | 보수당 style="width:3px; background-color:#FAA61A;" \| | 자유민주당     | 상세        |      |
| 웨스트노샘프턴셔 | 76석 |       | 보수당 style="width:3px; background-color:#12B6CF;" \| | 개혁 영국당    | 상세        |      |
| 윌트셔           | 98석 |       | 보수당 style="width:3px; background-color:#000000;" \| | 과반 정당 없음 | 상세        |      |

### 통합당국 시장선거
| 통합당국              | 선거 전         | 선거 전            | 선거 후 | 선거 후                           | 상세 |
| --------------------- | --------------- | ------------------ | ------- | --------------------------------- | ---- |
| 케임브리지셔 피터버러 |                 | 니크 존슨 (노동당) |         | 폴 브리스토 (보수당 획득)         | 상세 |
| 웨스트오브잉글랜드    |                 | 댄 노리스 (무소속) |         | 헬런 고드윈 (노동당 탈환)         | 상세 |
| 그레이터 링컨셔       | (직선제 미도입) | (직선제 미도입)    |         | 앤드리아 젠킨스 (개혁영국당 획득) | 상세 |
| 헐 이스트요크셔       | (직선제 미도입) | (직선제 미도입)    |         | 루크 캠벨 (개혁영국당 획득)       | 상세 |

### 광역자치구 시장선거
| 지방정부       | 선거 전 | 선거 전              | 선거 후 | 선거 후                   | 상세 |
| -------------- | ------- | -------------------- | ------- | ------------------------- | ---- |
| 동커스터       |         | 로스 존스 (노동당)   |         | 로스 존스 (노동당 유지)   | 상세 |
| 노스타인사이드 |         | 노마 레드펀 (노동당) |         | 캐런 클라크 (노동당 유지) | 상세 |

### 시티오브런던 법인
시티오브런던 법인은 3월 20일에 선거를 치렀다.
| 의회         | 의석  | 제1당 | 제1당  | 제1당 | 제1당  | 상세 |
| 의회         | 의석  | 이전  | 이전   | 결과  | 결과   | 상세 |
| ------------ | ----- | ----- | ------ | ----- | ------ | ---- |
| 시티오브런던 | 100석 |       | 무소속 |       | 무소속 | 상세 |

### 실리 제도
실리 제도 의회 선거도 5월 1일에 치러졌으나 총 16석 가운데 15석은 후보등록 마감 기한까지 경쟁후보가 없어 무투표 당선되었으며 세인트마틴스섬에서만 선거가 치러졌다.
| 의회      | 의석 | 제1당 | 제1당  | 제1당 | 제1당  | 상세 |
| 의회      | 의석 | 이전  | 이전   | 결과  | 결과   | 상세 |
| --------- | ---- | ----- | ------ | ----- | ------ | ---- |
| 실리 제도 | 16석 |       | 무소속 |       | 무소속 | 상세 |

### 2026년으로 선거가 연기된 지역
다음 지역은 원래라면 2025년에 선거가 치러질 예정이었으나 2025년 2월 5일 지방정부 조직개편으로 내년인 2026년에 선거가 치러지는 것이 공식적으로 확인된 지역이다. 관련법의 상원 통과 과정에서 일부 의원들이 발의를 막으려는 시도가 있었는데, 자유민주당의 피녹 남작부인이 발의한 선거 연기 방지법안은 가 63 대 부 163로 부결되었다.
| 의회           | 의석수 | 제1당 | 제1당          |
| -------------- | ------ | ----- | -------------- |
| 이스트서식스   | 50석   |       | 과반 정당 없음 |
| 에식스         | 78석   |       | 보수당         |
| 햄프셔         | 78석   |       | 보수당         |
| 노퍽           | 84석   |       | 보수당         |
| 서리           | 81석   |       | 보수당         |
| 서퍽           | 70석   |       | 보수당         |
| 웨스트서식스   | 70석   |       | 보수당         |
| 아일오브와이트 | 39석   |       | 과반 정당 없음 |
| 서럭           | 49석   |       | 노동당         |

## 같이 보기
- 2025년 런콘 헬스비 재보궐선거 (5월 1일)
- 2025년 맨섬 지방 선거 (4월 24일)

## 비고
1. 1 2  BBC에서 집계한 전국 득표율이다.
2. 1 2 3 4  2025년에는 선거를 치르지 않는다.
3. 1 2 3 4 5 6 7 8 9 10 11 12 13 14 15 16  선거 신설